# Issikiopteryx japonica
Issikiopteryx japonica är en fjärilsart som beskrevs av Sigeru Moriuti 1973. Issikiopteryx japonica ingår i släktet Issikiopteryx och familjen stävmalar. Inga underarter finns listade i Catalogue of Life.